# Teoria do envelhecimento do soma descartável
A teoria do envelhecimento do soma descartável afirma que os organismos envelhecem devido a um compromisso evolutivo entre crescimento, reprodução e manutenção do reparo do DNA.  Formulada por Thomas Kirkwood, a teoria do soma descartável explica que um organismo possui apenas uma quantidade limitada de recursos que pode alocar aos seus vários processos celulares.  Portanto, um maior investimento no crescimento e na reprodução resultaria na redução do investimento na manutenção do reparo do DNA, levando ao aumento do dano celular, ao encurtamento dos telômeros, ao acúmulo de mutações, ao comprometimento das células-tronco e, em última análise, à senescência. Embora muitos modelos, tanto animais como humanos, tenham aparecido para apoiar esta teoria, partes dela ainda são controversas. Especificamente, embora o compromisso evolutivo entre crescimento e envelhecimento tenha sido bem estabelecido, a relação entre reprodução e envelhecimento ainda não tem consenso científico e os mecanismos celulares são em grande parte desconhecidos. 

## Antecedentes e história
O biólogo britânico Thomas Kirkwood propôs pela primeira vez a teoria do envelhecimento do soma descartável em um artigo de revisão da Nature de 1977.  A teoria foi inspirada na Error Catastrophe Theory of Aging, de Leslie Orgel, publicada quatorze anos antes, em 1963. Orgel acreditava que o processo de envelhecimento surgia devido a mutações adquiridas durante o processo de replicação, e Kirkwood desenvolveu a teoria do soma descartável para mediar o trabalho de Orgel com a genética evolutiva. 

## Princípios
A teoria do envelhecimento do soma descartável postula que existe um compromisso na alocação de recursos entre a manutenção somática e o investimento reprodutivo. Um investimento demasiado baixo na auto-reparação seria evolutivamente prejudicial, uma vez que o organismo provavelmente morreria antes da idade reprodutiva. No entanto, um investimento demasiado elevado na auto-reparação também seria evolutivamente prejudicial devido ao fato de que a prole provavelmente morreria antes da idade reprodutiva. Portanto, há um compromisso e os recursos são particionados de acordo. No entanto, pensa-se que este compromisso danifica os sistemas de reparação somática, o que pode levar a danos celulares progressivos e à senescência.  Os custos de reparação podem ser categorizados em três grupos: (1) os custos do aumento da durabilidade das peças não renováveis; (2) os custos de manutenção envolvendo renovação celular e (3) os custos de manutenção intracelular.  Em suma, o envelhecimento e o declínio são essencialmente uma compensação para uma maior robustez reprodutiva na juventude.

### Relação entre dano celular e envelhecimento
Existem vários estudos que apoiam o dano celular, muitas vezes devido à falta de mecanismos de manutenção somática, como um determinante primário do envelhecimento, e esses estudos deram origem à teoria dos radicais livres do envelhecimento e à teoria dos danos ao DNA do envelhecimento. Um estudo descobriu que as células de roedores de vida curta in vitro apresentam taxas de mutação muito maiores e uma falta geral de vigilância do genoma em comparação com as células humanas e são muito mais suscetíveis ao estresse oxidativo.  Outros estudos foram conduzidos no rato-toupeira-pelado, uma espécie de roedor com longevidade notável (30 anos), capaz de sobreviver dez vezes mais que o rato-marrom (3 anos). Além disso, quase nenhuma incidência de câncer foi detectada em ratos-toupeira-pelados. Quase todas as diferenças encontradas entre esses dois organismos, que de outra forma são bastante semelhantes geneticamente, estavam na manutenção somática. Foi descoberto que ratos-toupeira-pelados tinham níveis mais altos de superóxido dismutase, um antioxidante que elimina espécies reativas de oxigênio. Além disso, os ratos-toupeira pelados apresentaram níveis mais altos de reparo por excisão de base, sinalização de resposta a danos no DNA, reparo por recombinação homóloga, reparo por incompatibilidade, reparo por excisão de nucleotídeos e união de extremidades não homólogas. De fato, muitos desses processos estavam próximos ou excediam os níveis humanos. As proteínas dos ratos-toupeira pelados também eram mais resistentes à oxidação, ao dobramento incorreto, à ubiquitinação e apresentavam maior fidelidade translacional. 